# 川田宏行
川田 宏行（かわだ ひろゆき、1960年8月8日 - ）は、日本の作曲家、編曲家、サウンドクリエイター。東京都出身。

## 略歴
東京都立日比谷高等学校、法政大学卒。バンダイナムコスタジオ所属後、2015年に独立。『スターラスター』『妖怪道中記』『ワルキューレの伝説』『大乱闘スマッシュブラザーズ for Nintendo 3DS / Wii U』『アイドルマスターシリーズ』『ポッ拳 POKKÉN TOURNAMENT』などの音楽を手掛ける。

## 楽曲提供作品
作曲が一部のみの作品を含む。

### アーケード
- 妖怪道中記（1987年）
- ギャラガ'88（1987年）
- ワルキューレの伝説（1989年）
- ウィニングラン（1989年）
- ウイニングラン鈴鹿GP（1989年）
- 球界道中記（1990年）
- ドライバーズアイ（1991年）
- ソルバルウ（1991年）
- エアーコンバット（1993年）
- エースドライバー（1994年）
- エアーコンバット22（1995年）
- エースドライバー ビクトリーラップ（1996年）
- アクアジェット（1996年）
- ダンシングアイ（1996年）
- アルマジロレーシング（1997年）
- ゴルゴ13（1999年）
- ジャンピンググルーヴ（1999年）
- ナイスピンポン（2000年）
- テクノヴェルク（2000年）
- マリオカート アーケードグランプリDX（2013年）
- ポッ拳 POKKÉN TOURNAMENT（2015年）
- ポケモンメガゲット!（2015年）

### コンシューマ
- スターラスター（1985年：FC）
- ワルキューレの冒険 時の鍵伝説（1986年：FC）
- さんまの名探偵（1987年：FC）音楽監督
- スターウォーズ（1987年：FC）音楽監督
- 妖怪道中記（1988年：PCE）移植
- ギャラガ'88（1988年：PCE）移植
- ソウルエッジ
- スタースイープ Technical Adviser
- 鉄拳3（2000年：PS）
- アルペンレーサー3（2002年：PS2）
- のびのびBOY（2010年：PS3）
- パックマン チャンピオンシップ エディション DX（2010年：PS3/Xbox 360）
- 塊魂ノ・ビータ（2011年：PS Vita）
- プラ・ソニック・ラブ! / アイドルマスター ワンフォーオール（2014年：PS3 DLC）
- 大乱闘スマッシュブラザーズ for Nintendo 3DS / Wii U（2014年：3DS/Wii U）
- ポッ拳 POKKÉN TOURNAMENT（2016年：Wii U）
- パックマン チャンピオンシップ エディション2（2016年：PS4/Xbox One/STEAM）
- 大乱闘スマッシュブラザーズ SPECIAL（2018年：Switch）
- コットンリブート ハイテンション!（2025年：Switch/PS5/PS4）

### モバイル
- ワルキューレの栄光 (2007年)
- ワルキューレの栄光2（2009年）

### テーマパーク

#### ナムコ・ワンダーエッグ
※音楽監督として場内、アトラクションのサウンドディレクション及び制作を行う。
- ファントマーズ（1992年）
- ピラリスのカルーセル（1992年）

#### ナンジャタウン
- ファイヤーブル（1996年）

#### 姫路セントラルパーク
- キャッスルガーディアン

### その他
- TEDxSeeds 2012『和遠響想樂 − ちりぬるをわか』オープニングアクト（2012年）
- ゆれくるコールのうた（2016年）アールシーソリューション（『教えて!アプリ先生』エンディングテーマ / TOKYO MX）

## CD・配信

### サウンドトラック
- ビデオ・ゲーム・グラフィティ シリーズ 全11作（1986-1994年：ビクター音楽産業）
- ナムコット・ゲーム・ア・ラ・モード シリーズ 全2作（1986-1988年：ビクター音楽産業）
- ナムコ・ゲーム・ミュージック VOL.2（1987年：アルファレコード・G.M.O.レーベル、2003年復刻：ハピネット）
- WINNING RUN -G.S.M. namco 2-（1989年：ポニーキャニオン・サイトロン・レーベル）
- DRAGON SPIRIT 〜EMOTIONAL SOUND OF NAMCOT〜（1989年：アポロン）※PCエンジン版『妖怪道中記』『ギャラガ'88』を収録
- ナムコ・ゲームサウンド・エクスプレス シリーズ 全27作（1989-1995年：ビクター音楽産業）
- GAME MUSIC OF THE YEAR 1989（1990年：ポニーキャニオン）※第1位『ワルキューレの伝説』を収録
- 765 MEGA-MIX（1991年：アポロン）
- This is NAMCO!（1990年：アポロン）
- THE ELDS STORY of ...（1994年：ビクターエンタテインメント）
- Walküre Story for Orchestra（1993年：ビクターエンタテインメント）
- i/oレーベル「namco soundtrack」シリーズ 全18作（1997-1998年：ポニーキャニオン・ワンダースピリッツ）
- ファミソン8BIT☆アイドルマスター BEST ALBUM + LIVE DVD（2011年：メディアファクトリー）
- XEVIOUS 30TH ANNIVERSARY TRIBUTE（2013年：iTunes）
- The Remixes Collection THE IDOLM@STER TO D@NCE TO（2014年：日本コロムビア）
- THE IDOLM@STER MASTER ARTIST 3 10 高槻やよい（2015年：日本コロムビア）
- NAMCO ARCADE SOUND DIGITAL COLLECTION Vol.1（2016年：クラリスディスク）※『ワルキューレの伝説』を収録
- PAC-MAN CHAMPIONSHIP SOUNDTRAKS（2017年：Sweep Record）

### 個人作品
- hinemosu yomosugara（2017年）
- 彼方此方 kanata konata（2018年）
- oto no ha -オトノハ-（2019年）
- ヴァルトラウテの覚醒（めざめ）（2020年）
  - ジャケットイラストは冨士宏描き下ろし。
- Cafe du Black Garden（2021年）
  - 『アリス・ギア・アイギス』アレンジアルバム。
- The Law of The Wonders - W.Eggs The 30th Anniversary Memorial Tribute Vol.1 -（2021年）
- The Law of The Wonders - W.Eggs The 30th Anniversary Memorial Tribute Vol.2 -（2022年）
- The Law of The Wonders - W.Eggs The 30th Anniversary Memorial Tribute Vol.3 -（2023年）
  - ナムコ・ワンダーエッグ30周年勝手にトリビュート&アニバーサリー企画CD。

## インタビュー・記事
- アクションゲームサイド ACTION GAMESIDE VOL.01 /【シリーズ特集】ワルキューレの冒険・伝説・栄光 SPECIAL INTERVIEW（2012年：マイクロマガジン社）
- VGMO -Video Game Music Online- / Hiroyuki Kawada Interview: Namco Sounds in the 1980s（2016年）
- VGMO -Video Game Music Online- / Hiroyuki Kawada Interview: Namco Sounds of the Contemporary（2016年）